# Regimentul 11 Roșiori
Regimentul 11 Roșiori a fost o unitate de cavalerie de nivel tactic, din trupele permanente ale Armatei României. Regimentul s-a înființat la 10 octombrie 1912, prin transformarea fostului Regiment 10 Călărași, înființat la 1 aprilie 1910. A primit drapelul de luptă la 10 mai 1910. Unitatea era dislocată la pace în garnizoana Tecuci, făcând parte din organica Brigăzii 4 Roșiori alături de  Regimentul 6 Roșiori:p. 313
Regimentul a participat la campania din Al Doilea Război Balcanic, din 1913, acționând în cadrul Diviziei 2 Cavalerie.
Regimentul 11 Roșiori a participat la acțiunile militare pe Frontul Român, pe toată perioada Primului Război Mondial, între 14/27 august 1916 - 28 ocotmbrie/11 noiembrie 1918. La intrarea în război, Regimentul 11 Roșiori a fost comandat de locotenent-colonelul  Constantin Neagu .

## Comandanți
- Colonel  Constantin Neagu